# Operacja Pstrąg
Operacja Pstrąg (niem. Operation Forelle) – niemiecka operacja wojskowa z okresu II wojny światowej. Był to kryptonim prowadzonej od jesieni 1944 roku obrony Dunaju przed przekroczeniem go przez wojska sowieckie. Prowadziło ją Jagdkommando Donau pod komendą Hauptsturmführera Wimmela i Untersturmführera Schreibera. W akcjach "Forelle" nurkowie bojowi, motorówki wypełnione materiałami wybuchowymi, pływające miny oraz flotylla jachtów uzbrojonych w działka kalibru 20 mm zniszczyła radzieckie statki o łącznej wyporności 13 000 ton.